# Organic Lake
Organic Lake är en sjö i Antarktis. Den ligger i Östantarktis. Australien gör anspråk på området. Organic Lake ligger 2 meter över havet. Arean är 0,15 kvadratkilometer. Den sträcker sig 0,6 kilometer i nord-sydlig riktning, och 0,9 kilometer i öst-västlig riktning.